# 木村博昭
木村 博昭（きむら ひろあき、1952年 - ）は、日本の建築家。大阪府出身。現在、京都工芸繊維大学大学院工芸科学研究科教授。
屋根や外壁にスチールシート(鉄板)を用いた建築デザインが特徴。スチールシートの特性や強度を考察し乗り物のような工場制作に対応したモノコック建築で、飛行機や新幹線のような乗り物と同じ構造の建築のあり方を検討している。
鉄材を用いた建築を得意とする”鉄の戦士”のうちの一人。

## 来歴・人物
- 1952年　大阪府に生まれる
- 1967年　15歳で建築に興味を抱き、5年制の高等専門学校の建築学科に入学。卒業後、約5年間実務を経験。
- 1979年〜1982年　英国グラスゴー美術大学（Glasgow Art School）及びグラスゴー大学（Glasgow University）美術学部マッキントッシュ・スクール・オブ・アーキテクチュア大学院修士課程（M Litt）コース。グラスゴー大学スコラーシップにて博士課程（Ph.D.）に編入、チャールズ・レニー・マッキントッシュの研究で博士号を取得
- 1983年　Ks Architectsを大阪で協同開設
- 1986年　木村博昭／ケイズアーキテクツに改組改称
- 1996年　阪神淡路大震災をきっかけに、被災した自らが建築家として何かできる事はないか模索し、関西のアトリエ系事務所の主催者らに声を掛け「関西建築家ボランティア」を発足。
- 1997年　神戸芸術工科大学環境デザイン学科助教授
- 2000年　神戸芸術工科大学環境デザイン学科教授
- 2006年　木村博昭＋ケイズアーキテクツとして法人化
- 2006年　京都工芸繊維大学大学院工芸科学研究科教授
- 2015年　英国スコットランド建築家協会名誉会員（日本人建築家での受賞者としては丹下健三、槇文彦、安藤忠雄に次ぐ4人目。）

鉄板は白色に塗装されていることが多い。これはコールテン鋼のような錆の美や、彫刻のような素材感が持つ鉄を鉄としての強いインパクトの表現を避けているためで、自らの建築を数寄屋ではなく、白いモダニズムの建築の延長として位置付けている。
現代の加工技術からすれば、スチールシートは自由偏在であるが、コスト・標準化の観点から、三次曲線や高度な技術が必要な特殊加工は避け、町場の鉄工所でも加工ができる範囲内で制作を行っている。    

## 主な受賞歴
- 1990年　第９回ＳＤレビュー入選
- 1991年　大阪建築コンクール渡辺節賞
- 1992年　大阪建築コンクール知事賞
- 1997年　大阪建築コンクール知事賞
- 2000年　大阪建築コンクール知事賞
- 2004年　神戸市第19回神戸景観・ポイント賞
- 2005年　第8回関西建築家大賞
- 2007年　神戸市第22回神戸景観・ポイント賞
- 2008年　アジア建築家協会・アルカシア賞／佳作
- 2008年　広島市公園トイレ設計提案競技／入賞

## 代表作品
| 竣工年 | 名称                               | 所在地     |
| ------ | ---------------------------------- | ---------- |
| 1982年 | グラスゴー美術学校ジャニターハウス | グラスゴー |
| 1990年 | U.S.FLAT                           | 大阪       |
| 1991年 | コモンシティ星田住民施設           | 大阪       |
| 1995年 | 3 in 1 House                       | 兵庫       |
| 2004年 | 鉄の民家                           | 大阪       |
| 2004年 | 鉄の茶室                           | 大阪       |
| 2004年 | 神戸質屋会館                       | 兵庫       |
| 2005年 | 神戸芸術工科大学吉武ホール         | 兵庫       |
| 2005年 | 鉄の教会/神戸新生バプテスト教会    | 兵庫       |
| 2006年 | 神戸芸術工科大学先端芸術棟+工房    | 兵庫       |
| 2006年 | ドコモショップ 彦根店              | 滋賀       |
| 2009年 | Steel Truss                        | 奈良       |
| 2010年 | 京都工芸繊維大学創立60周年記念館   | 京都       |
| 2012年 | ドコモショップ 長浜店              | 滋賀       |
| 2012年 | アート&クラフツの町家              | 兵庫       |
| 2015年 | ドコモショップ 能登川店            | 滋賀       |
| 2015年 | 滋賀大学経済学部弓道場             | 滋賀       |

## 主な出版物
| 出版年 | タイトル                                              | 出版社/雑誌名                      | 備考 |
| ------ | ----------------------------------------------------- | ---------------------------------- | ---- |
| 1984年 | PROCESS No.50 CHARLES RENNIE MACKINTOSH               | プロセスアーキテクチュア           |      |
| 1985年 | CHARLES RENNIE MACKINTOSH展                           | 国際芸術文化振興会                 |      |
| 1993年 | ヨーロッパ・アール・ヌーヴォー展                      | 国際芸術文化振興会                 |      |
| 1997年 | 飛騨高山美術館ガイドブック                            | 飛騨高山美術館                     |      |
| 1997年 | 新しい住宅を求めて―近代の住宅をつくった建築家たち     | KBI出版                            |      |
| 1998年 | チャールズ・レニー・マッキントッシュ展                | 飛騨高山美術館                     |      |
| 2000年 | 建築をつくること ３人の建築家の対話                   | アムズ・アーツ・プレス             |      |
| 2001年 | 国際デザイン史―日本の意匠と東西交流                   | 思文閣出版                         |      |
| 2002年 | マッキントッシュの世界―建築、インテリア、家具         | 平凡社                             |      |
| 2002年 | STEEL SHEET HOUSE                                     | アムズ・アーツ・プレス             |      |
| 2007年 | ヴィヴィッド・テクノロジー 建築を触発する構造デザイン | 学芸出版社                         |      |
| 2008年 | アーツ・アンド・クラフツ                              | アーツ・アンド・クラフツ出版委員会 |      |
| 2009年 | 作家たちのモダニズム                                  | 学芸出版社                         |      |